# Vývoj kontinentů

Animace ukazuje pohyb kontinentů

Pozemské kontinenty neměly vždy tvar a polohu, jakou známe dnes. Díky pohybu litosférických desek se během historie Země přesouvaly, narážely do sebe, nebo se naopak rozpadaly.

## Historický vývoj
Následující tabulka ukazuje časovou posloupnost historie kontinentů od prekambria do současnosti. Časovou jednotkou je milión let (počítáno od současnosti zpět).

### Prekambrium («–550)
| 1.300 – | Začíná se formovat superkontinent Rodinie. Vznikl srážkou tří až čtyř kontinentů. Srážkou způsobené grenvillské vrásnění dalo vzniknout horstvům na dnešních okrajích Severní Ameriky a západní Evropy, např. ve Skotsku, Newfoundlandu a Severní Karolíně. Přestože se předpokládá, že ke srážkám a rozpadům kontinentů docházelo ve 4,5 miliardy let dlouhé historii Země periodicky, Rodinie je nejstarším superkontinentem, na jehož existenci se vědci jakž takž shodnou. Představy o starších pohybech kontinentů jsou značně mlhavé. Rodinie existovala asi půl miliardy let a její doba existence se zhruba kryje s geologickým obdobím zvaným neoproterozoikum (mladší starohory, před 1'000 až 542 milióny let). V neoproterozoiku bylo na Zemi chladné podnebí a předpokládá se, že Rodinie za to byla zodpovědná.                         |
| 750 –   | Rodinie se začíná rozpadat postupně až na 8 menších kontinentů. Jádrem Rodinie byla Laurentie (zhruba dnešní Severní Amerika), která tehdy ležela na rovníku a položená na pravý bok (s Grónskem na jižní polokouli). Na severu se oddělila budoucí východní Gondwana (dnešní východní Arábie, Írán, jihovýchodní Asie, Indie, Mosambik, východní Antarktida, Austrálie). Na východě se oddělily dva samostatné kontinenty, Baltika (kolem obratníku Kozoroha) a Sibiř (těsně pod rovníkem). Poblíž jižního pólu se ocitla budoucí západní Gondwana (dnešní západní Afrika, Florida a Amazonie). Západně od ní tvořila samostatný mikrokontinent Patagonie. Konečně na západě se oddělil nigerský resp. konžský blok (dnešní východní Brazílie, severní a střední Afrika, Španělsko a Turecko); o něco severněji ležel mikrokontinent Západní Arábie. |
| 650 –   | Západní Gondwana, Laurentie, Baltika a Sibiř se spojily v oblasti jižního pólu a vytvořily Protolaurasii. Její protiváhou byla Protogondwana (budoucí východní Gondwana), která ležela z větší části na severní polokouli, ne však na pólu. Protogondwana se při pohybu k jihu srazila se Západní Arábií, Kongem a Patagonií. |
| 600 –   | Pokračující pohyb Protogondwany k jihu dospěl ke srážce s Protolaurasií v oblasti západní Gondwany. Spojila se tak většina území budoucí Afriky, totéž platí o Jižní Americe. Nový superkontinent, zahrnující téměř veškerou souš na Zemi, se jmenoval Pannotie, měl však jen krátkodobé trvání. Srážka byla spíše oťukávací, jednotlivé desky si zachovaly svůj pohyb a Pannotie se brzy zase rozpadla. |

### Paleozoikum (550–250)
| 550 –     | Pannotia se rozpadla na Laurentii, Baltiku, Sibiř a Gondwanu. Gondwana byla zdaleka největší, sahala od jižního pólu až k obratníku Raka na severní polokouli a zahrnovala dnešní Afriku, Jižní Ameriku, Antarktidu, Austrálii a Asii s výjimkou Sibiře. Laurentie, Sibiř i Baltika se zatím nacházely na jižní polokouli, ale mířily k severu. Oceán mezi Laurentií a Baltikou se nazývá Iapetus. Mezi Baltikou a Sibiří vznikl Chantyjský oceán. |
| 450 –     | V raném ordoviku se od Gondwany oddělila Avalonie a vydala se na sever. Laurentie a Sibiř už tou dobou překračovaly rovník, Baltika ležela jižněji. Východně od Sibiře se objevil Bajkalský blok (brzy se spojí se Sibiří) a Kazachstánie (původně zřejmě jen řetězec vulkanických ostrovů). |
| 444 –     | V pozdním ordoviku nebo raném siluru se Avalonie srazila s Baltikou. |
| 420 –     | V siluru se od Gondwany utrhla podmořská deska budoucí jižní Evropy a vydala se směrem k Baltice (srazí se s ní v devonu). Z Chantyjského oceánu je řetězem sibiřských ostrovů ukrojen Uralský oceán. Severočínská a Jihočínská deska se utrhly od východní Gondwany a vydaly se na severozápad k Sibiři. |
| 415 –     | Začátkem devonu se Baltika srazila s Laurentií, vznikla Euramerika (též Laurussia nebo Starý červený kontinent; neplést s pozdější Laurasií, k té zatím chybí Sibiř). Srážka způsobila kaledonské vrásnění (např. hory v Británii a ve Skandinávii, severní část Apalačských hor). Mezi Euramerikou a Gondwanou zůstal Rheický oceán. Sibiř se nacházela blízko Eurameriky, oddělená od ní Chantyjským oceánem. Euramerika leží (stejně jako dříve Laurentie) na rovníku, Sibiř na sever od ní, obrovské rozlohy Gondwany sahají od jižního pólu až k rovníku. Celá Gondwana se však posouvá k severozápadu a míří k Euramerice. |
| 390–310 – | Pozdní devon a karbon. Srážka Gondwany s Euramerikou způsobuje variské (hercynské) vrásnění v Evropě a apalačské vrásnění v Americe. Dnešní východní pobřeží Severní Ameriky bylo tenkrát na jihu, kde se setkalo se severozápadem Jižní Ameriky, s Floridou a severozápadem Afriky. Jihoevropská deska (Španělsko, Itálie, Turecko) se potkala s bývalou Baltikou. Spojená Euramerika s Gondwanou jsou základem nového superkontinentu Pangey. Nejdříve se v raném karbonu severozápadní Afrika dotkla jihovýchodní Eurameriky, vytvořily jižní část Apalačských hor a Mesety v severozápadní Africe (dnes překryta Atlasem). Jižní Amerika se posouvala k severu, k jižnímu pobřeží Eurameriky, a vyvrásnila pohoří Ouachita v dnešní Oklahomě a Arkansasu. Gondwana se otáčela, takže zatímco její západní část postupovala k severu a střetávala se s Euramerikou, východní část (Indie, Austrálie, Antarktida) naopak mířila k jižnímu pólu. |
| 300 –     | V karbonu se také střetla Kazachstánie se Sibiří (vznikl Altaj). |
| 280 –     | V permu se Sibiř (teď už včetně Kazachstánie) střetla s Pangeou v oblasti někdejší Baltiky. Došlo k uralskému vrásnění a vznikl Ural. Pangea nyní měla tvar obrovského písmene V. Jejím nejsevernějším výběžkem byla Sibiř, africké jádro leželo celé na jižní polokouli, jihovýchodní výběžek sahal od jižního pólu k obratníku Kozoroha. Mezi oběma výběžky ležel oceán Tethys, jehož vnější stranu ohraničovaly samostatné mikrokontinenty Severní Čína, Jižní Čína a Jihovýchodní Asie. V raném permu se také od Gondwany odtrhla Cimmerská deska (známá též jako Severní terány; dnešní Turecko, Írán, Afghánistán a Tibet) a vydala se přes Tethys k severu. |

### Mezozoikum (250–65)
| 220 –     | Trias. Celá Pangea se posouvá k severu. Nejsevernější výběžky Sibiře jsou první pevninou sahající až k severnímu pólu. Naopak na jižní pól možná nyní nedosahuje, i když k němu má blízko. Na severní polokouli se východně od Pangey formuje z bajkalského, severočínského, jihočínského a jihoasijského bloku budoucí jihovýchodní Asie. |
| 200 –     | Jura. Pangea se začíná rozpadat na Laurasii a Gondwanu. Zlomová trhlina se táhne od Tichého oceánu na západě k oceánu Tethys na východě, mezi „na bok položenou“ Laurentií na severu a Jižní Amerikou a Afrikou na jihu. Vznikl Atlantský oceán, resp. jeho severní část (jižní Atlantik mezi Jižní Amerikou a Afrikou vznikne až v křídě). Některé okrajové části, které před vznikem Pangey patřily ke Gondwaně, nyní zůstávají v Laurasii (Florida, evropské Středomoří, Turecko). |
| 150 –     | Cimmerská deska (oba díly Číny, jihovýchodní Asie, severní a jižní terány) narazila z jihovýchodu do Laurasie (konkrétně do Kazachstánie, Severočínské a Jihočínské desky) a způsobila cimmerské vrásnění (hory v dnešní Střední Asii). Vrásnění pokračovalo až do křídy a raného kenozoika. Navázalo na něj himálajské vrásnění. |
| 150–140 – | V rané křídě se dále zvětšuje severní Atlantik, protože nyní se rozpadá Laurasie. Severní Amerika (Laurentie) se otáčí proti směru hodinových ručiček a vzdaluje od Eurasie (trhlina se rozšiřuje od jihu k severu). Eurasie se točí po směru hodinových ručiček a zmenšuje oceán Tethys mezi ní a Gondwanou. |
| 140–100 – | Střední křída. Gondwana se rozpadá na Atlantiku (Jižní Amerika, Afrika, Arábie, Madagaskar, Indie) a Antarktidu (včetně Austrálie). |
| 100 –     | Atlantika se dělí na Jižní Ameriku a Afriku s Arábií. Vzniká jižní Atlantik: otevřel se nejdříve na jihu, potom i na severu. Podél východního pobřeží Afriky dochází k novým zlomům, odděluje se Arábie a Indie s Madagaskarem, které se samostatně vydají přes Tethys vstříc Asii. Vzniká Indický oceán. |
| 90 –      | Pozdní křída. Madagaskar se oddělil od Indie a zůstal poblíž Afriky. Indie pokračovala rychlostí 15 cm za rok k Eurasii, čímž rušila oceán Tethys a otvírala Indický oceán. Nový Zéland a Nová Kaledonie se utrhly od Austrálie, vydaly se k východu a vytvořily Korálové a Tasmanovo moře. |

### Kenozoikum (65–»)
| 60–55 – | Kenozoikum. Severní Amerika a Grónsko se definitivně oddělily od Eurasie, vzniklo Norské moře. Zlomová linie je dodnes viditelná na dnešním Islandu. Atlantský a Indický oceán se dále zvětšují, oceán Tethys postupně mizí. Austrálie se odtrhla od Antarktidy a vydala se rychle k severu, podobně jako to o 40 miliónů let dříve udělala Indie. V současnosti již začala její srážka s jihovýchodní Asií. Austrálie i Indie nyní postupují 5–6 cm k severovýchodu ročně. Antarktida se nachází u jižního pólu po celou dobu od vzniku Pangey (před 280 milióny let). |
| 35 –    | Indie se začala srážet s Asií, oceán Tethys zmizel. Začalo himálajské vrásnění. Africká deska změnila směr z východního na severovýchodní směrem k Evropě. V těchto místech způsobí kolize alpinské vrásnění, paralelní k himálajskému. Vzniká Atlas, Pyreneje, Alpy, Apeniny, Karpaty a další horstva. Vzniká nový superkontinent Eurafrasie (již dnes spojený), současně ale pokračuje rozpad Pangey (Africký zlom, při němž se od Afriky odděluje její východní část a Arábie). Jižní Amerika jede na sever a vzdaluje se od Antarktidy, se kterou byla ještě nedávno spojená. Tím poprvé cirkulují oceány kolem Antarktidy, což způsobuje její ochlazování a tvorbu ledovců. Otvírá se Kalifornský záliv a Japonské moře. |

## Přehled vrásnění
- Grenvillské vrásnění (1 300), vznik Rodinie, horniny Severní Karolíny, Newfoundlandu a Skotska.
- Kaledonské vrásnění (415 devon), srážka Laurentie s Baltikou, severní Apalačské hory, Británie, Skandinávie.
- Hercynské (variské, apalačské) vrásnění (390–310 devon–karbon), srážka Eurameriky s Gondwanou, jižní Apalačské hory, Meseta, Hercynská pohoří v Evropě.
- Altajské vrásnění (300 karbon), srážka Kazachstánie se Sibiří, Altaj.
- Uralské vrásnění (280 perm), srážka Sibiře s Pangeou v oblasti Baltiky, Ural.
- Cimmerské vrásnění (150–50 jura), srážka Cimmerie s Laurasií (Eurasií, Asií), hory Střední Asie.
- Alpsko-himálajské vrásnění (35, třetihory), srážka Afriky, Arábie a Indie s Eurasií, vznik Atlasu, Sierra Nevady, Pyrenejí, středomořských ostrovů, Apenin, Alp, Karpat, hor na Balkáně a v Anatolii, Kavkazu, Pamíru, Himálaje aj. Starší masívy vzniklé ve stejné oblasti při předcházejícím hercynském a cimmerském vrásnění byly leckde (např. v Krkonoších) vyzvednuty do výšky až v důsledku zlomů doprovázejících alpinské vrásnění.